# Sollevamento pesi ai Giochi della XXVIII Olimpiade - 77 kg maschile

## Risultati
| Pos | Atleta                   | Nazione       | Strappo (kg) | Slancio (kg) | Totale (kg) |
| --- | ------------------------ | ------------- | ------------ | ------------ | ----------- |
| 1   | Taner Sağır              | Turchia       | 172.5        | 202.5        | 375.0       |
| 2   | Sergej Filimonov         | Kazakistan    | 172.5        | 200.0        | 372.5       |
| 3   | Reyhan Arabacıoğlu       | Turchia       | 165.0        | 195.0        | 360.0       |
| 4   | Viktōr Mītrou            | Grecia        | 160.0        | 200.0        | 360.0       |
| 5   | Mohammad Hossein Barkhah | Iran          | 160.0        | 197.5        | 357.5       |
| 6   | Attila Feri              | Ungheria      | 155.0        | 200.0        | 355.0       |
| 7   | Ivan Stoicov             | Bulgaria      | 155.0        | 200.0        | 355.0       |
| 8   | Nader Sufyan Abbas       | Qatar         | 160.0        | 195.0        | 355.0       |
| 9   | Kim Kwang-hoon           | Corea del Sud | 155.0        | 195.0        | 350.0       |
| 10  | Sebastian Dogariu        | Romania       | 155.0        | 190.0        | 345.0       |
| 11  | Octavio Mejías           | Venezuela     | 155.0        | 187.5        | 342.5       |
| 12  | Theoharis Trasha         | Albania       | 160.0        | 182.5        | 342.5       |
| 13  | Ingo Steinhöfel          | Germania      | 150.0        | 185.0        | 335.0       |
| 14  | Rudolf Lukáč             | Slovacchia    | 147.5        | 187.5        | 335.0       |
| 15  | Mohamed Eshtiwi          | Libia         | 155.0        | 180.0        | 335.0       |
| 16  | Mohamed El-Tantawy       | Egitto        | 145.0        | 182.5        | 327.5       |
| 17  | Carlos Andica            | Colombia      | 142.5        | 180.0        | 322.5       |
| 18  | Chad Vaughn              | Stati Uniti   | 145.0        | 175.0        | 320.0       |
| 19  | René Hoch                | Germania      | 142.5        | 170.0        | 312.5       |
| 20  | Uati Maposua             | Samoa         | 125.0        | 155.0        | 280.0       |
| —   | Geworg Alek’sanyan       | Armenia       | 162.5        | —            | DNF         |
| —   | Krzysztof Szramiak       | Polonia       | 160.0        | —            | DNF         |
| —   | Vasile Hegheduș          | Romania       | —            | —            | DNF         |
| —   | Zhan Xugang              | Cina          | —            | —            | DNF         |
| DSQ | Oleg Perepečënov         | Russia        | 170.0        | 195.0        | 365.0       |